# Glossodice
Glossodice là một chi bướm đêm thuộc họ Noctuidae.

## Các loài
- Glossodice polygramma Duponchel, [1842]